# Договор аренды транспортных средств
Аре́нда тра́нспортных сре́дств — один из видов арендных отношений, основывающийся на договоре аренды транспортных средств, который подразделяется на:
- договор аренды транспортного средства (фрахтования на время) с экипажем, по которому арендодатель предоставляет его арендатору во временное владение и пользование за плату и при этом оказывает своими силами услуги по управлению им и технической эксплуатации;
- аналогичный договор, но без экипажа и предоставления дополнительных услуг[1].

## Общие признаки договора аренды транспортных средств
Общим для договоров этой группы является:
- договоры аренды транспортных средств заключаются только в письменной форме, независимо от срока действия договора и состава участников, то есть с участием как юридических, так и физических лиц[2];
- к договорам аренды транспортных средств, относящихся к недвижимому имуществу (недвижимым имуществом считаются воздушные и морские суда, а также суда внутреннего плавания[3]), не применяются правила статьи 609 ГК РФ об обязательной государственной регистрации сделок с недвижимым имуществом;
- на договоры аренды транспортных средств не распространяется правило статьи 621 ГК РФ о возможном возобновлении договора на неопределенный срок по истечении периода его действия и фактическом продолжении пользования имуществом и о преимущественном праве арендатора на заключение нового договора аренды транспортных средств на последующий период[4]. Это не лишает арендатора права по истечении срока аренды транспортных средств повторно взять транспортное средство внаём, но уже на основе нового договора, заключаемого на общих основаниях;
- транспортные средства берутся в аренду преимущественно в коммерческих целях. Поэтому закон наделяет их арендаторов более широкими правами по использованию арендованного имущества по сравнению с обычными правилами аренды[5]. Арендатор транспортного средства может сдавать его в субаренду без согласия арендодателя (если иное не предусмотрено договором), от своего имени заключать с третьими лицами договоры перевозки и иные договоры, исходя из целей использования взятого в аренду транспортного средства, а если они не определены в договоре — в соответствии с назначением данного транспортного средства[6];
- особенности аренды отдельных видов транспортных средств устанавливаются транспортными уставами и кодексами. Так, для безопасной эксплуатации воздушных и морских судов необходимо соблюдать ряд специальных требований, предусмотренных Воздушным и Водным кодексами, КТМ РФ.

## Права и обязанности сторон договора аренды транспортных средств
Различия в правовом регулировании договоров аренды транспортных средств с экипажем и без экипажа связаны главным образом с обязанностями сторон по их содержанию, эксплуатации, а также с ответственностью за причинённый вред.
На арендодателя, сдающего транспортное средство с предоставлением услуг по управлению им и технической эксплуатации, возлагается обязанность в течение всего срока действия договора поддерживать его в надлежащем состоянии, включая осуществление как капитального, так и текущего ремонта и предоставление необходимых принадлежностей. При аренде транспортных средств без экипажа все эти обязанности возлагаются на арендатора, который должен осуществлять ремонт, поддерживать надлежащее состояние арендованного имущества. В договоре аренды транспортных средств стороны не могут предусматривать иное распределение обязанностей по проведению ремонта находящегося в аренде имущества, чем указано в ГК РФ.
Арендодатель по договору аренды транспортных средств должен обеспечивать нормальную и безопасную эксплуатацию транспортного средства в соответствии с целями аренды, указанными в договоре. В договоре аренды транспортных средств может быть предусмотрено предоставление арендатору дополнительных услуг, выходящих за рамки технической эксплуатации транспортного средства.
Арендодатель (при аренде транспортных средств с экипажем) обязан укомплектовывать экипаж транспортного средства. Состав и квалификация экипажа должны отвечать обязательным для сторон правилам и условиям договора, а если обязательными правилами такие требования не установлены — требованиям обычной практики эксплуатации транспортного средства данного вида. Члены экипажа в этих случаях являются работниками арендодателя, то есть находятся с ним в трудовых отношениях. По всем вопросам управления и технической эксплуатации транспортного средства они подчиняются распоряжениям арендодателя, в части его коммерческой эксплуатации — распоряжениям арендатора.
Если в договоре аренды транспортных средств не предусмотрено иное:
- расходы по оплате услуг членов экипажа, а также расходы по их содержанию несёт арендодатель, с которым они состоят в трудовых отношениях. Арендатор возмещает эти расходы арендодателю в составе арендных платежей (они должны учитываться при определении размера арендной платы);
- расходы, связанные с коммерческой эксплуатацией транспортного средства, относятся на арендатора. В их состав входят затраты по оплате топлива и других материалов, используемых в процессе эксплуатации, внесению различных сборов[9];
- обязанность страховать транспортное средство, а также ответственность за ущерб, который может быть причинён им или в связи с его эксплуатацией (например, при международных перевозках), возлагается на арендодателя, если транспортное средство обслуживается его экипажем[10], и на арендатора — при аренде без экипажа[11].

## Ответственность сторон договора аренды транспортных средств
При сдаче в аренду транспортных средств с экипажем ответственность за вред, причинённый третьим лицам, несёт арендодатель, являющийся владельцем транспортного средства — источника повышенной опасности и осуществляющий управление им. Ответственность арендодателя перед третьими лицами (в виде обязанности возместить причинённый ущерб) наступает в этих случаях в соответствии с правилами ст. 1079 ГК РФ и другими положениями гл. 59 ГК РФ. Меры имущественной ответственности применяются независимо от вины владельца источника повышенной опасности. Основанием освобождения от ответственности может служить в таких случаях лишь наличие обстоятельств непреодолимой силы либо умысла потерпевшего, вследствие которых причинён ущерб.
При аренде транспортных средств без экипажа арендатор выступает по отношению к третьим лицам как владелец источника повышенной опасности. В этой связи ответственность за вред, причинённый транспортным средством (его механизмами, устройствами, оборудованием), несёт арендатор в соответствии с правилами гл. 59 ГК РФ.
В случае гибели или повреждения транспортного средства, сданного в аренду с экипажем, на арендатора может быть возложена обязанность возместить арендодателю причинённые убытки лишь при условии, если последний докажет, что гибель или повреждение произошли по обстоятельствам, за которые арендатор отвечает в соответствии с законом или договором. Все последствия случайной гибели или случайного повреждения транспортного средства несёт арендодатель как его собственник.
По истечении срока действия договора аренды транспортных средств транспортное средство возвращается арендодателю.